# サンバチーム
サンバチームは、いわゆるサンバを模して、音楽を演奏し踊るチーム・集まりを俗に総称した和製英語である。
浅草サンバカーニバルや神戸まつりをはじめ、日本各地のおまつりやイベント、またステージなどに出演・出場する。

## 概要
サンバはブラジルのリオを発祥とするダンス音楽であるが、日本では必ずしもリオの様式・スタイルに準じたチームばかりではなく、サンバを日本風にアレンジしたチーム、またはその中間的なチームなど、色々なスタイルのサンバチームが存在する。そのため、完全な定義づけは難しいが、それら日本風や中間的な集まりはサンバチーム、ブラジルのスタイルに即したチームはポルトガル語の呼び方であるエスコーラ（Escola）やブロコ（Bloco）といい、区別される。
日本では戦後にラテン音楽が流行したほか、映画「黒いオルフェ」が公開された頃など、日本でもサンバが少しずつ認知されるようになった。しかし20～30年前の日本は、日本とブラジルの距離的な問題や当時の渡航費が高額であったことなどから、いまだブラジルの文化に疎く、現地の正確な情報が長い間ダイレクトに伝わらず、サンバが進化・発展していることもあまり伝えられなかった。
そのため、ブラジル以外の他のラテン諸国の音楽（マンボなど）とサンバを混同したものが、この間にテレビを中心として数多く誤って紹介された。たとえば、テンガロンハットやメキシカンハットを被り、フリルがたくさんある衣装を着てマラカスやギロを持った格好や、あるいはそれら演奏者とタンガ姿に羽根を背負ったサンバダンサーが一緒に出演するなどといった勘違いの上で成り立った異文化混交の模様がサンバとして紹介され放送されることが多かった。
これらの放送から、誤ったサンバのイメージができあがり、日本全国の各地のおまつりやイベントに出演する、それを模した「サンバチーム」が形成された。
このため、いまだにサンバチームは単なる仮装行列という誤ったイメージがある。
しかし、20～15年ほど前からブラジルへの渡航費が安くなり、現地に行く人も多くなり、また現地で使われるサンバ楽器の現物が入手しやすくなったことなど、様々な理由からエスコーラと呼ぶ本格的な「サンバチーム」が登場するようになり、日本風のサンバチームは少なくなっているのが現状である。

## エスコーラ・ヂ・サンバ
上記の理由から、日本でも本格的なサンバを志向する集まりが形成されるが、彼らは「サンバチーム」ではなく、ブラジル本国の呼び方に合わせて、自らをEscola de Samba（エスコーラ・ヂ・サンバ、俗にエスコーラと略す）と称するのが特徴である。エスコーラ・ジ・サンバは「サンバの学校」と直訳されるが正確ではなく、エスコーラは魚の「群れ」を表す言葉である（英語のスクールにも同じ意味がある）。
これは1928年に、Ismael Silva（イズマエル・シルヴァ）を中心に主宰者たちが集まった場所の近くに「エスコーラ（学校）」があったために、洒落・冗談で「Escola de Samba Deixa Falar」（エスコーラ・ジ・サンバ・デイシャ・ファラール、「言わせておけ」サンバ学校）と名乗ったことに由来する。これが最初のエスコーラ・ジ・サンバである。
近年では、さらにGrêmio Recreativo Escola de Samba（グレーミオ・ヘクレアーチヴォ・エスコーラ・ジ・サンバ、略称：G.R.E.S.）などと称すのが慣わしとなっている。ちなみにグレーミオ・ヘクレアーチヴォとは「リクリエーション団体」を意味し、エスコーラ・ジ・サンバは地域に根ざしたコミュニティーの役割を果たしている。
また、各エスコーラの正式名称は長いものも多い（以下参照）。また、これにGrêmio Recreativo Escola de Sambaをつけるとさらに長くなる。そのため実際は略称で表記・呼称されることが多い。

### リオの代表的なエスコーラ
- G.R.E.S.Imperatriz Leopoldinense（略称：インペラトリス）
- G.R.E.S.Império Serrano（略称：インペリオ・セハーノ）
- G.R.E.S.Unidos de Vila Isabel（略称：ヴィラ・イザベル）
- G.R.E.S.Unidos do Viradouro（略称：ヴィラドウロ）
- G.R.E.S Unidos da Tijuca (略称：チジューカ)
- G.R.E.S.União da Ilha（略称：ウニアゥン・ダ・イーリャ）
- G.R.E.S.Estação Primeira de Mangueira（略称:マンゲイラ）
- G.R.E.S.Estácio de Sá（略称：エスタシオ）
- G.R.E.S.Acadèmicos do Grande Rio（略称：グランジ・ヒオ）
- G.R.E.S.Acadèmicos do Salgueiro（略称：サルゲイロ）
- G.R.E.S.Beija-Flor de Nilópolis（略称：ベイジャ・フロール）
- G.R.E.S.Portela（略称：ポルテーラ）
- G.R.E.S Paraíso do Tuiuti(略称：トゥイウチ)
- G.R.E.S.Mocidade Independente de Padre Miguel（略称：モシダージ）
- G.R.E.S.Unidos do Porto da Pedra（略称：ポルト・ダ・ペドラ）

### サンパウロの代表的なエスコーラ
- G.R.C.E.S Águia de Ouro (略称：アギア・ヂ・オーロ)
- G.R.C.E.S Mancha Verde(略称：マンシャ・ヴェルジ)
- G.R.C.E.S Mocidade Alegre (略称：モシダージ・アレグレ)
- G.R.C.E.S Vai-Vai (略称：ヴァイヴァイ)
- G.R.C.E.S X-9 (略称：シス・ノーヴィ)

エスコーラ・ジ・サンバと称する規則や決まりはないが、
- 毎年オリジナルのエンヘード（物語・テーマ）を創作し、そのシノープス（台本）によって演出が構成される
- アレゴリア（山車）やファンタジア（衣装）などを製作しパレードできるだけの規模や能力を持っている
- ポルタ・バンデイラ（エスコーラ旗を持つ女性）とメストリ・サラ（男性）というエスコーラ代表のペアが必ずいる
- バテリア（打楽器隊）とパシスタやジスタッキと呼ばれるダンサーがいる
- またバイアーナス（サンバの故郷であるバイーアの女性）とクリアンサス（子供たち）というアーラ（隊列グループ）が必ず組織されている

リオでは、これらの条件が揃っていないとエスコーラ・ジ・サンバと名乗れない（なお、日本ではこの条件を満たさないものがエスコーラと名乗る場合もある）。
このため、大規模なエスコーラになると1000人単位を越し、リオのカーニバルに出場する時には一つのエスコーラで5000人以上が参加するものも多い。
リオのカーニバルは様々なシーンがあるが、最も観光客が多く集まるのはエスコーラが出場するカーニバルである。これはリーグ制に分かれたコンテスト形式になっており、毎年エスコーラは異なるエンヘードでヂスフィーレ（パレード・行進）で順位・優勝を競う。もし最下位になれば翌年は下部リーグに降格し、そこでまた競うことになる。逆に下部リーグで優勝すれば上部リーグに昇格し、そこでまた競う。したがってカーニバルはエスコーラの名誉と意地をかけた勝負の場となっている。
これらから、エスコーラはカーニバルのために年々凝った仕掛けや電飾を多く使った山車などが製作されるので、かなりの予算が投入されている。またエスコーラでは、麻薬ブローカーや賭博組織も関わっていることも指摘されており、エスコーラの役員などが殺される事件なども起こっている。
そのため、昔のような素朴なカーニバルが良かったという人も多く、肥大化したカーニバルに嫌気をさしてエスコーラを去ったCandeia（カンデイア）はじめ、エスコーラ内部の対立から追われたり去ったCartola（カルトーラ）やMestre Nílton Marçal（メストリ・マルサル）などの著名サンビスタも多い。
日本では、浅草サンバカーニバルをはじめとしたカーニバルにおいて、ブラジルのスタイルに準じて形成された多くのエスコーラが順位や優勝を競っている。

## ブロコ・カルナヴァレスコ
上記エスコーラに対して、比較的に小規模で自由にカーニバルを楽しむ集まりをBloco Carnavalesco（ブロコ・カルナヴァレスコ、俗にブロコと略す）という。ブロコとは「ブロック・塊り」の意で、カルナヴァレスコとはカーニバルを楽しむ人、という意味である。近年では、さらにGrêmio Recreativo Bloco Carnavalesco（略称：G.R.B.C.）と称する団体もある。
なお日本では、「リオでは今はブロコで、ブロコ・カルナヴァレスコとは呼ばない」と言う人もいるが、これは正しくない。ブラジルにはバイーアを発祥とするサンバヘギ（サンバとレゲエをミックスさせたもの）やアフリカ色の強いサンバを演奏する集まりもあり、それは正しくはBloco Afro（ブロコ・アフロ）と呼ばれるが、これもブロコと略称する。したがってサンバを中心に演奏する集まりはブロコ･カルナヴァレスコと呼び区別される。したがって「ブロコ」はあくまでも略称にすぎない。
実は、エスコーラよりもブロコの方が歴史的には古い。サンバは、1916年の「ペロ・テレフォーニ」という曲が最初だとされる（異論もある）が、この頃はサンバに限らず、ポルカやマルシャ（ブラジル版マーチ）、ショーロなどといった様々な音楽が演奏されていた。この当時はまだエスコーラは存在せず、ハンショやコルダォン、またブロコと称した集団がサンバやマルシャを演奏し街中をパレードしていた。これらブロコなどが寄り集まってエスコーラが形成されていった。
ブロコもエスコーラと同じく、もともと地域のコミュニティーに根ざした集まりであるが、前述のように肥大化したカーニバルやエスコーラを去ってブロコを結成するサンビスタもおり、ブロコへ回帰する傾向もある。また近年ではモノブロコやシンパチアといった外国人が多く参加する集まりも多くなっている。また人数の規模で言えば、エスコーラと同じく1000人単位になるものもあるが、エスコーラと異なるのは、あくまでも「自由に」カーニバルを楽しむ集まりである。